# Артур Нюман
Артур Нюман (нід. Arthur Numan, * 14 грудня 1969, Гемскерк) — нідерландський футболіст, захисник.
Насамперед відомий виступами за клуби ПСВ та «Рейнджерс», а також національну збірну Нідерландів.

## Клубна кар'єра
У дорослому футболі дебютував 1987 року виступами за команду клубу «Гарлем», в якій провів чотири сезони, взявши участь у 91 матчі чемпіонату.
Протягом 1991—1992 років захищав кольори клубу «Твенте».
Своєю грою за команду привернув увагу представників тренерського штабу клубу ПСВ, до складу якого приєднався 1992 року. Відіграв за команду з Ейндговена наступні шість сезонів своєї ігрової кар'єри. Більшість часу, проведеного у складі ПСВ, був основним гравцем захисту команди.
1998 року перейшов до клубу «Рейнджерс», за який відіграв 5 сезонів. Граючи у складі шотландського клубу також здебільшого виходив на поле в основному складі команди. Завершив професійну кар'єру футболіста виступами за «Рейнджерс» у 2003 році

## Виступи за збірну
1992 року дебютував в офіційних матчах у складі національної збірної Нідерландів. Протягом кар'єри у національній команді, яка тривала 11 років, провів у формі головної команди країни 45 матчів.
У складі збірної був учасником чемпіонату світу 1994 року у США, чемпіонату Європи 1996 року в Англії, чемпіонату світу 1998 року у Франції і чемпіонату Європи 2000 року у Бельгії та Нідерландах.

## Досягнення
ПСВ
- Чемпіон Нідерландів: 1

1996–97
- Володар Кубка Нідерландів: 1

1995–96
- Володар Суперкубка Нідерландів: 4

1992, 1996, 1997, 1998
 «Рейнджерс»
- Чемпіон Шотландії: 3

1999, 2000, 2003
- Володар Кубка Шотландії: 4

1999, 2000, 2002, 2003
- Володар Кубка шотландської ліги: 3

1999, 2002, 2003